# Talianki (site archéologique)
Talianki, ou Talianky ou encore Taljanky (ukrainien : Тальянки́), est un site archéologique du Néolithique situé près du village du même nom, dans l'oblast de Tcherkassy, en Ukraine. Ce site d'une ancienne ville cucuteni-trypillienne, daté d'environ 3850 - 3700 av. J.-C., représente la plus grande ville du Néolithique connue en Europe. Construite sur un plateau séparant la rivière Talianka et un ruisseau plus petit, la ville était constituée de rangées concentriques ovales de bâtiments interconnectés. Talianky est considérée comme l'une des plus anciennes villes connues au monde.

## Historique

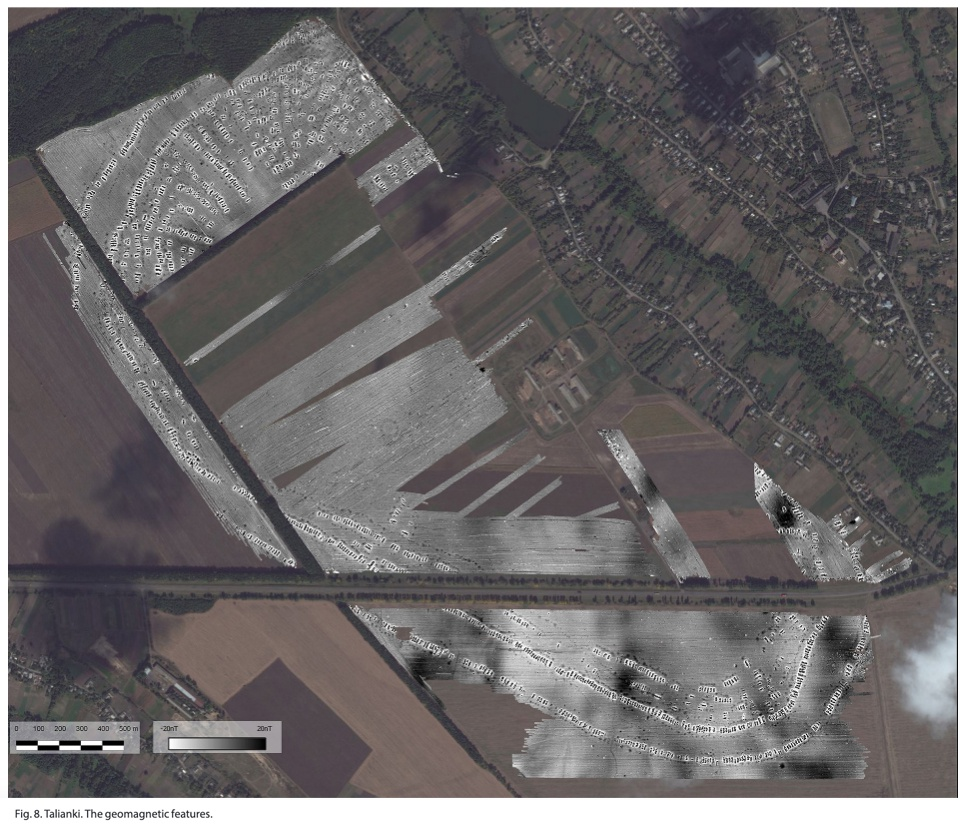
Plan géomagnétique de Talianki

Talianki a été découvert lors d'un relevé photographique aérien infrarouge réalisé dans les années 1970 par un pilote ukrainien pendant son temps libre. Les fouilles sur le site ont commencé en 1981, dirigées par Vladimir Kruts. D'autres fouilles ont été menées par Kruts jusqu'en 2001.

## Description
La plupart des bâtiments qui ont été fouillés avaient deux étages. Les murs et les plafonds des structures étaient décorés de motifs rouges et noirs, rappelant les motifs peints sur la poterie cucuteni-trypillienne, qui, avec des figurines en céramique, a également été trouvée sur le site. 

## Conservation
Les vestiges archéologiques découverts sur le site sont exposés au musée régional de Tcherkassy, au musée de l'agriculture de Talne et à l'institut d'archéologie de Kiev.

## Superficie et population
Vladimir Kruts a estimé la superficie totale de la ville à 450 hectares, en supposant qu'elle avait un plan rectangulaire. Sur la base de cette surface et de la densité des maisons dans les parties étudiées du site, Mykhailo Videiko a estimé que Talianki contenait environ 2 700 bâtiments et, à son apogée, aurait pu être occupée par plus de 15 000 habitants.
Thomas K. Harper a utilisé un plan géomagnétique du site pour estimer sa superficie à seulement 335 hectares, ce qui l'a amené à réviser en baisse la population maximale de la ville, entre 6 300 et 11 000 habitants, avec une préférence pour le bas de la fourchette. D'autres chercheurs ont maintenu l'estimation haute d'environ 15 000 habitants. En ajoutant les villages satellites, la population totale aurait atteint 25 000 à 30 000 personnes,. Johannes Miller et al. ont estimé en 2014 la population de Talianki entre 15 600 et 21 000 personnes.

## Autres vestiges
On trouve sur le site des vestiges plus récents de tumulus de la culture Yamna, datés du milieu du IIIe millénaire av. J.-C., ainsi que des tombes de la fin de l'Âge du bronze.